# Banca centrale dell'Oman
La banca centrale dell'Oman è la banca centrale dello stato asiatico dell'Oman.
La valuta ufficiale è il riyal dell'Oman.